# Moho (província)
Moho é uma província do Peru localizada na região de Puno. Sua capital é a cidade de Moho.

## Distritos da província
- Conima
- Huayrapata
- Moho
- Tilali